# تلقین‌پذیری

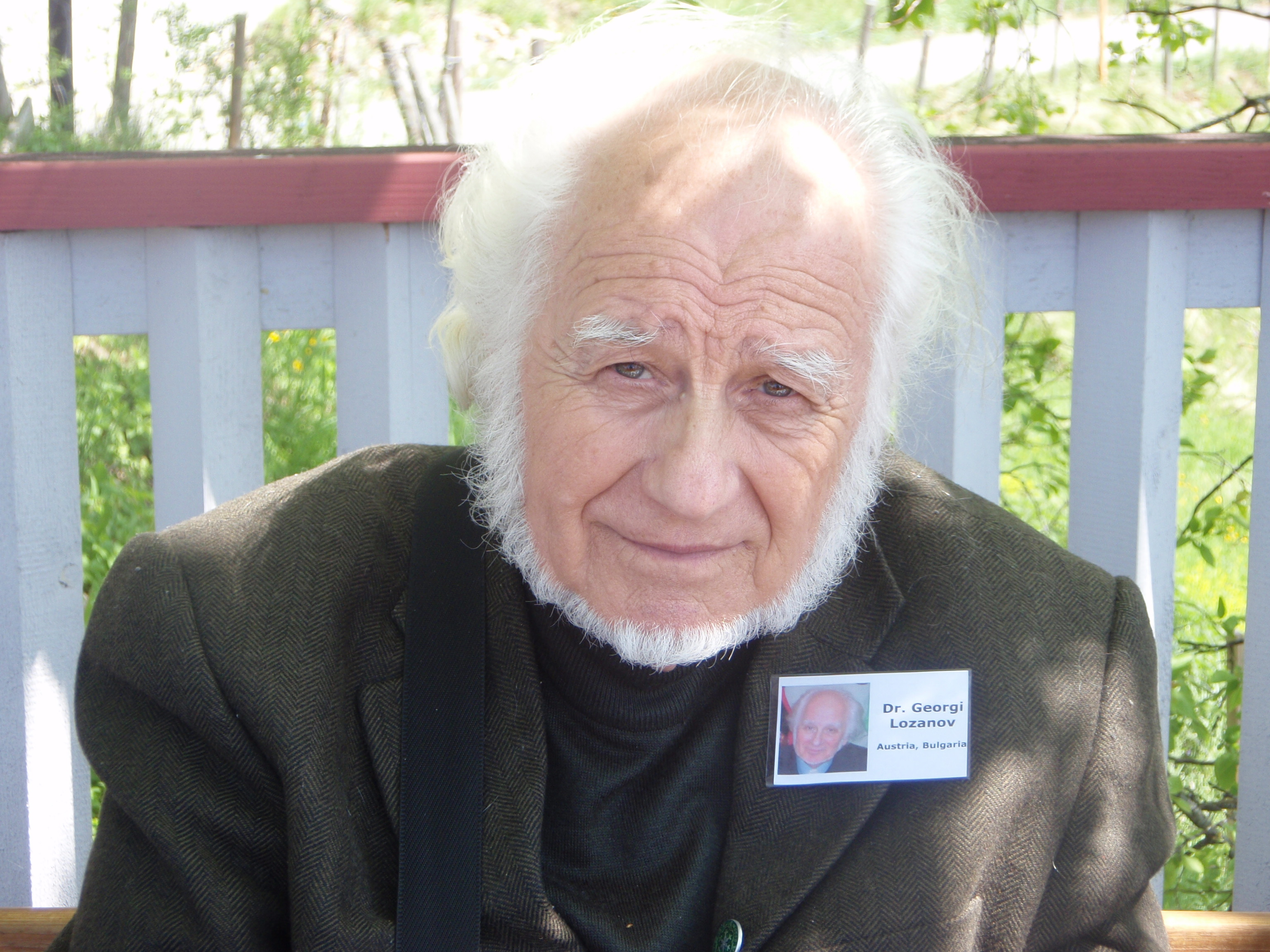
گئورگی لوزانف

تلقین‌پذیری (به انگلیسی: suggestopedia) یکی از روش‌های آموزشی‌ست که توسط گئورگی لوزانف پدید آمده‌است.

## شرایط
تلقین‌پذیری، یک نوآوری آموزشی بود که بر پایه استفاده از قدرت مغز قرار داشت و نتایجی بزرگ را نوید می‌داد. طبق نظر لازانف (۱۹۷۹) افراد می‌توانند بسیار بیشتر از آنچه فکر می‌کنند، یاد بگیرند. لازانف با استفاده از بینش‌هایی که با استفاده از پژوهش روانشناختی در شوروی راجع به درک فراحسی و نیز یوگا به دست آورده بود، یک روش آموزشی ایجاد کرد که از حالت آرام ذهن برای یادسپاری پیشینه مطالب بهره می‌گیرد. در روش او، موسیقی، یک عامل کلیدی است. موسیقی باروک که شصت‌ضربی است و ریتمی خاص دارد، نوعی «تمرکز آرام» به وجود می‌آورد که باعث «یادگیری فوق‌العاده» (superlearning) می‌شود (استراندر و اسکوردر ۱۹۷۹:۶۵). بر اساس دیدگاه لازانف، فرد در طول پخش آرام موسیقی باروک، به دلیل افزایش موج‌های آلفای مغز و کاهش فشار خون و ضربان قلب، می‌تواند مقادیر عظیم مطالب را به یاد بسپارد.
لازانف و پیروان او با به‌کارگیری روش تلقین‌پذیری در یادگیری زبان خارجی، تدریس دایره کلمات، قرائت، گفت و شنود، اجرای نقش (نقش‌گزاری)، نمایشنامه و انواع مختلف فعالیت‌های عادی کلاسی را مورد آزمایش قرار دادند. در کلاس درس، هیچ فوق‌العادگی خاصی دیده نشد. تفاوت آن بود که میزان قابل توجهی فعالیت انجام شد، در حالی که موسیقی کلاسیک پخش می‌شد و افراد روی صندلی‌های نرم و راحت می‌نشستند و در وضعیت آرامِ هوشیاری قرار داشتند. زبان‌آموزان تشویق شدند که تا حد امکان «بچه‌مانند» و تسلیم راهنمایی‌های معلم باشند و گاهی نقش (و نام) اهالی زبان دوم را بازی کنند. به این ترتیب شاگردان «تلقین‌پذیر» می‌شدند.
تلقین‌پذیری در چند زمینه مورد انتقاد قرار گرفت. اسکاول (۱۹۷۹) به صورتی کاملاً شفاف نشان داد که داده‌های تجربی و آزمایشی که لازانف بر اساس آنها نتایجی فوق‌العاده را به دست می‌آورد، اصلاً قابل اعتماد نیست. بعلاوه، آنجا که موسیقی و صندلی‌های نرم و راحت در دسترس نبود، عدم امکان استفاده از تلقین‌پذیری مسئله‌ای بود که معلمان با آن روبرو بودند. مسئله مهم‌تر، جایگاه یادسپاری در یادگیری زبان است. با دید بهتر، می‌توان جنبه‌های خاص تلقین‌پذیری را در کلاس‌های تعاملی و ارتباطی به کار گرفت، بدون اینکه لازم باشد تمام روش را اجرا کنیم. ذهن آرام و بی‌تشویش که از طریق موسیقی یا هر وسیله دیگر به دست می‌آید، اغلب به زبان‌آموز کمک می‌کند تا اعتماد به نفس خود را به دست آورد. نقش‌گزاری، نمایشنامه و سایر فعالیت‌ها، تکنیک‌هایی بسیار مفید در تحریک تعامل هدفمند در کلاس است. هرگز نباید توانایی «یادگیری فوق‌العاده» ذهن انسان را دست کم گرفت.